# Юрковський Микола Іванович
Мико́ла Іва́нович Юрко́вський (нар. 1919 — пом. 1973) — радянський військовик часів Другої світової війни, командир розвідувального взводу окремої моторизованої інженерної розвідувальної роти 4-ї інженерно-саперної бригади 40-ї армії, старшина. Герой Радянського Союзу (1945).

## Життєпис
Народився 19 травня 1919 року в місті Києві в родині робітника. Українець. Здобув середню освіту.
До лав РСЧА призваний Ленінським РВК м. Києва у 1939 році. Військову службу проходив у інженерних військах. Учасник німецько-радянської війни з липня 1941 року. Воював на Західному, Воронезькому, 1-у та 2-у Українських фронтах. Член ВКП(б) з 1944 року.
Особливо відзначився під час проведення Східно-Карпатської операції. У її ході він здійснив на чолі групи розвідників 7 виходів у ворожий тил тривалістю 5-6 діб кожен і проникаючи у глиб ворожої оборони до 90 км. Неодноразово вступав у бій з переважаючими чисельно силами супротивника. Так 19 жовтня 1944 року на чолі групи з 7 осіб проник у глибину ворожої оборони на 90 км в районі міста Сату-Маре (Румунія). Повертаючись із завдання, 24 жовтня група наштовхнулась на супротивника і вступила з ним у бій, в ході якого було знищено 1 офіцера і 12 солдатів, а до 40 чоловік німців і угорців взято у полон. У ніч на 12 серпня, перебуваючи у ворожому тилу поблизу населеного пункту Вама, замінував залізничну колію, внаслідок чого підірвався ешелон з боєприпасами. 6 листопада М. І. Юрковський отримав бойове завдання провести розвідку комунікацій супротивника на західному березі річки Тиса і відшукати зручні місця для облаштування поромних переправ. Під щільним вогнем супротивника М. І. Юрковський переплив річку і успішно виконав поставлене завдання. За його даними була наведена поромна переправа, якою переправлені частини 42-ї гвардійської стрілецької дивізії, що захопили і розширили плацдарм на західному березі Тиси. До грудня 1944 року старшина М. І. Юрковський мав на своєму рахунку 57 знищених солдатів і 2 офіцерів супротивника. На мінах, особисто ним встановлених, підірвались 1 ешелон з боєприпасами, 2 бронетранспортери і 1 танк типу «Тигр».
Після закінчення війни продовжив військову службу. Закінчив Ленінградське інженерне училище і Московську вищу інженерну школу. Командував ротою. У 1954 році старший лейтенант М. І. Юрковський вийшов у запас.
Мешкав у Чернівцях, де й помер 7 січня 1973 року. Похований на Руському кладовищі.

## Нагороди
Указом Президії Верховної Ради СРСР від 28 квітня 1945 року «за зразкове виконання бойових завдань командування на фронті боротьби з німецькими загарбниками та виявлені при цьому відвагу і героїзм», старшині Юрковському Миколі Івановичу присвоєне звання Героя Радянського Союзу з врученням ордена Леніна і медалі «Золота Зірка» (№ 7353).
Також нагороджений орденами Вітчизняної війни 1-го (28.08.1944) та 2-го (03.09.1943) ступенів і медалями, в тому числі «За відвагу» (04.12.1943).